# 구 영릉 석물
구 영릉 석물(舊 英陵 石物)은 조선 세종과 그의 비 소헌왕후 심씨의 무덤인 영릉이 처음 조성되었을 때 만들어진 석물이다. 1980년 6월 11일 서울특별시의 유형문화재 제42호 세종대왕신도비로 지정되었다가, 2002년 3월 15일 현재의 명칭으로 변경 지정되었다.
‘구영릉’은 《국조오례의》의 치장제도에 따라 조성된 마지막 능이자 조선 초기 왕릉을 대표하는 능으로 대규모의 장대한 왕릉으로 조성되었다.
원래 서울시 서초구 내곡동에 자리하고 있었으나, 풍수지리 상 좋지 않다는 의견이 있어 예종 원년 (1469년)에 지금의 영릉 자리인 경기도 여주군으로 이장하였다.
여주로 이장할 때 석물들은 운반상의 어려움으로 땅에 묻어두었는데, 1973년에 세종대왕 기념 사업회가 발굴하여 서울시 동대문구 청량리동에 위치한 세종대왕 기념관 경내로 이전되었다.
조성 당시의 석물 품목과 수량이 남아 있지는 않지만, 조선 초기 왕릉의 규모와 석물의 배치방식, 제작수법 등을 알 수 있으며 당시의 양전척, 주척 등을 환산할 수 있는 문화재이다. 나아가 세종 시대의 국력과 문화발달 정도를 추정할 수 있는 좋은 자료이다.
신도비 한 기를 포함한 석물 열세 점이 서울시 유형문화재 제42호로 일괄지정되어 있다.

## 개요
구영릉(舊英陵)은 세종(世宗)과 그의 비(妃)인 소헌왕후 심씨(昭憲王后 沈氏)의 능(陵)으로 태종(太宗)의 능(陵)인 헌릉(獻陵)의 서쪽 산등성이, 즉 오늘날의 서울특별시 서초구 내곡동 산 13번지 일대에 자리하고 있었다. 1446년(세종 28년) 소헌왕후(昭憲王后)가 세상을 떠나면서 조성되기 시작했는데, 1450년(세종 32년) 세종이 서실(西室)에 합장되고 1452년(문종 2년) 세종대왕신도비(世宗大王神道碑)가 건립되면서 그 공역(工役)이 완성 단계에 이르렀다. 그런데 1469년(예종 원년, 睿宗 元年)에 구영릉(舊英陵)의 위치가 풍수지리상(風水地理上) 길지(吉地)가 되지 못한다는 논의가 있어 영릉(英陵)은 현재의 영릉(英陵), 즉 경기도 여주군 능서면 왕대리 83-1으로 천장(遷葬)하게 되었다.
구영릉(舊英陵)은 국조오례의(國朝五禮儀)의 치장제도(治葬制度)에 따라 조성된 마지막 능이자 조선 초기 왕릉을 대표하는 능이었다. 구영릉(舊英陵)은 동분이실(同墳異室)의 석실(石室)을 채택했고, 이실(二室)의 예(例)에 따라 문관석인상(文官石人像)과 무관석인상(武官石人像)을 각각 2기(基), 석양(石羊)․석마(石馬)․석호(石虎)을 각각 4기(基)씩 제작했다. 석실(石室) 내부에는 고구려 계통의 고분에서 보이는 사신도(四神圖)․일월성진도(日月星辰圖)를 그렸으며, 봉분(封墳)은 십이지신상(十二支神像)이 조각된 병풍석(屛風石)으로 둘렀고, 그 바깥쪽으로 다시 외박석(外薄石)과 난간주석(欄杆柱石)을 설치하였다. 아울러 구영릉(舊英陵)에는 세조(世祖)의 능(陵)인 광릉(光陵)부터는 보이지 않는 신도비(神道碑)도 세워졌다. 이와 같은 대규모의 장대한 왕릉제도는 구영릉(舊英陵) 이후 최초로 조성된 문종(文宗)의 능(陵)인 현릉(顯陵)과 세조(世祖)의 능(陵)인 광릉(光陵)부터는 적용되지 않게 된다. 또한 같은 세종(世宗)의 능(陵)이라도 현재의 영릉(英陵)은 예종(睿宗) 때 조성된 것이기 때문에 구영릉(舊英陵)과는 큰 차이를 보이고 있다.
이처럼 조선 초기의 대표적 왕릉인 구영릉(舊英陵)을 구성하는 구영릉석물(舊英陵石物)들은 구영릉(舊英陵) 조성과 시기를 같이 하여 세워진 것으로 영릉(英陵)이 여주(驪州)로 천장(遷葬)될 때 운반상의 어려움 때문에 땅에 묻혔다가 1973～1974년 세종대왕기념사업회에 의해 발굴되어 세종대왕기념관 경내로 이전되었다.
그러나 현재 세종대왕기념관 경내에는 왕릉 조성 및 1973년～1974년 발굴 당시의 품목과 수량이 다 남아 있지는 않다. 각각 4기(基)씩 조성되었을 석양상(石羊像)과 석마상(石馬像)은 현재 각기 2기(基)씩 남아 있고, 2기(基)였던 망주석(望柱石)은 현재 1기(基) 중 일부만이 남아 있다.
장명등(長明燈)과 석인상(石人像)은 다 갖추어져 있으나 장명등(長明燈)의 경우 개석(蓋石)이 망실되어 있다. 세종대왕신도비(世宗大王神道碑)는 이수(螭首)와 비신(碑身)만 남고 귀부(龜趺)가 망실된 채 발굴되었다. 혼유석(魂遊石)은 동측 부분이 절단된 상태이고 원래 4기(基)였을 고석(鼓石)은 1기(基)만 남아 있다. 병풍석(屛風石)은 발견되지 않았다. 난간주석(欄杆柱石)은 일반적으로 하나의 능(陵)에서는 크기가 일정한 양상을 보이는데, 세종대왕기념관내에 있는 7기(基)의 난간주석(欄杆柱石)은 2기(基)가 나머지 5기(基)와 크기와 제작기법 면에서 차이를 보이고 있는 바, 어느 것이 구영릉(舊英陵)의 난간주석(欄杆柱石)인지 추가 확인이 필요하다. 석호상(石虎像)은 1974년 발굴 이후 2기(基)가 현재의 영릉(英陵)으로 이전되어 갔고, 나머지 2기(基)는 발굴 전 도굴되었다가 회수되어 단국대박물관에 옮겨졌다 하나 역시 추가 확인이 필요하다.
죽석(竹石)으로 추정되는 석물(石物)이 세종대왕기념관 내에 있으나 발굴 당시 구영릉(舊英陵) 봉분(封墳) 터 주위에서 죽석(竹石)을 발견하지 못했다는 기록이 있는 바 죽석(竹石)에 대해서도 추가 확인이 필요하다. 따라서 이번에 지정되는 석물(石物)은 추후 확인이 필요한 것과 서울 지역외 석물(石物)들을 제외한 총 13기(基)이다.
이와 같이 조성 당시의 석물(石物)의 품목과 수량이 다 남아 있지는 않지만, 구영릉석물(舊英陵石物)들은 조선 초기 왕릉의 규모․석물 배치방식과 제작수법 등을 알 수 있게 하고, 당시의 양전척(量田尺)․주척(周尺) 등을 환산할 수 있게 하며, 나아가 세종 시대의 국력과 문화발달 정도를 추정할 수 있게 한다.

## 전해오는 이야기
조선 초기의 대표적인 왕릉인 구 영릉을 구성하는 ‘구영릉석물’들은 구 영릉 조성과 시기를 같이 하여 세워진 것으로 영릉이 여주로 천장될 때 운반상의 어려움 때문에 땅에 묻혔다가 1973∼1974년 발굴당시의 품목과 수량이 다 남아 있지는 않다. 또한 ‘구영릉석물’중의 일부는 조선 11대 중종의 계비였던 장경왕후(1491~1515)의 초장지인 옛 희릉(서초구 내곡동 위치)에 배치되었던 의물이라고 하나 구 영릉의 석물로 추정된다. 설명판에는 조선 전반기의 대표적인 조각상이라고 되어 있다.
각각 4기씩 조성되었을 석양상과 석마상은 현재 각기 2기씩 남아 있고, 2기였던 망주석은 현재 1기 중 일부만이 남아 있다. 장명등과 석인상은 다 갖추어져 있으나 장명등의 경우 개석이 망실되어 있다. 세종대왕신도비는 이수와 비신만 남고 귀부가 망실된 채 발굴되었다. 혼유석은 동측 부분이 절단된 상태이고 원래 4기였을 고석(鼓石)은 1기만 남아 있다. 병풍석은 발견되지 않았다.
난간주석은 일반적으로 하나의 릉에서는 크기가 일정한 양상을 보이는데, 세종대왕기념관내에 있는 7기의 난간주석은 2기가 나머지 5기와 크기와 제작기법 면에서 차이를 보이고 있는 바, 어느 것이 구 영릉의 난간주석인지 추가 확인이 필요하고 석호상은 1974년 발굴 이후 2기가 현재의 영릉으로 이전되어 갔다. 나머지 2기는 발굴 전 도굴되었다가 회수되어 단국대로 옮겨졌다는 기록이 있다. 죽석(竹石)으로 추정되는 석물이 세종대왕기념관 내에 있으나 발굴 당시 구 영릉 봉분 터 주위에서 죽석을 발견하지 못했다. 지정된 석물은 추후 확인이 필요한 서울 지역 외 석물로 총 13기로 되어 있다.

## 유물 내용
조선 문종 2년(1452) 세종대왕신도비가 건립되면서 그 공역(工役)이 완성단계에 이르렀기에 조선 전반기의 대표적인 조각상이다. 석호상은 1974년 발굴 이후 2기가 현재의 영릉으로 이전되어 갔고 나머지 2기는 발굴 전 도굴되었다가 회수되어 단국대로 옮겨졌다. 현재 2007년 단국대가 용인 죽전캠퍼스로 옮겨가면서 석주선기념박물관 입구 좌우측에 각각 한 마리의 큰 돌호랑이상(石虎像)을 세워 놓고 있다.
특히 석호상은 십이지신상에서도 수호신으로 나타나는데 ‘구영릉석물’ 중에 하나로 옛부터 귀중한 석물로 취급하였다. 이와 같이 조성 당시의 석물의 품목과 수량이 다 남아 있지는 않지만, ‘구영릉석물’들은 조선 초기 왕릉의 규모, 석물 배치방식과 제작수법 등을 알 수 있게 하고, 당시의 양전척, 주척 등을 환산할 수 있게 하며, 나아가 세종 시대의 국력과 문화발달 정도를 추정할 수 있다.

## 지정 내역
| 번호    | 사진 | 문화재명                        | 수량 | 크기                                                    | 석질   |
| ------- | ---- | ------------------------------- | ---- | ------------------------------------------------------- | ------ |
| 42-1호  |      | 세종대왕신도비 (世宗大王神道碑) | 1基  | 碑身 높이 5.7m, 두께 50cm, 너비(下端 1.55m, 上端 1.78m) | 대리석 |
| 42-2호  |      | 문관석인상1 (文官石人像1)       | 1基  | 높이 3.15m, 어깨 너비1.04m, 두께 1.07m                  | 화강암 |
| 42-3호  |      | 문관석인상2 (文官石人像2)       | 1基  | 높이 2.84m, 어깨 너비 1.06m, 두께 96cm                  | 화강암 |
| 42-4호  |      | 무관석인상1 (武官石人像1)       | 1基  | 높이 3.12m, 너비 1.07m, 두께 m                          | 화강암 |
| 42-5호  |      | 무관석인상2 (武官石人像2)       | 1基  | 높이 3.23m, 너비 1.06m, 두께 1m                         | 화강암 |
| 42-6호  |      | 석양상1 (石羊像1)               | 1基  | 높이(臺石 포함)1.21m, 길이 1.47m                        | 화강암 |
| 42-7호  |      | 석양상2 (石羊像2)               | 1基  | 높이(臺石 포함) 1.22m, 길이 1.45m                       | 화강암 |
| 42-8호  |      | 석마상1 (石馬像1)               | 1基  | 높이(臺石 포함)1.66m, 길이 1.52m, 너비 60cm             | 화강암 |
| 42-9호  |      | 석마상2 (石馬像2)               | 1基  | 높이(臺石 포함) 1.7m, 너비 61cm                         | 화강암 |
| 42-10호 |      | 장명등 (長明燈)                 | 1基  | 높이(地臺石 포함)1.8m, 지름 86cm                        | 화강암 |
| 42-11호 |      | 망주석 (望柱石)                 | 1基  | 길이 77cm, 지름(圓首 40cm, 雲頭 55cm)                   | 화강암 |
| 42-12호 |      | 혼유석 (魂遊石)                 | 1基  | 길이 2.236m, 너비 1.73m, 높이 44cm                      | 화강암 |
| 42-13호 |      | 고석 (鼓石)                     | 1基  | 높이 45cm, 지름 65cm                                    | 화강암 |

## 동산화된 부동산문화재
문종 때 영릉이 여주로 천장된 후 서초구 내곡동 영릉터에 묻혀 있다가 1973년 세종대왕기념사업회에
의해 발굴되어 1974년 동대문구 청량리동으로 이전된 후 분산 배치되어 있다가 2003년～2004년 현재와
같은 위치에 일괄 이전되었고, 동 기념관의 야외 전시물로 기능하고 있다.

## 같이 보기
- 영녕릉
- 구영릉 석호상